# 알파비트
알파비트(Alphabeat)는 덴마크의 댄스 팝 밴드이다.